# Beitostølen
Beitostølen är en tätort i Øystre Slidre kommun i Innlandet fylke i Norge. Den 1 januari 2009 uppgick invånarna till 247 i antalet, och platsen ligger 900 meter över havet. Platsen är främst en turistort, med stugor och hotell och vintersportanläggningar. I byn har deltävlingar avgjorts vid världscupen i längdskidåkning och världscupen i skidskytte.

### Fotnoter
1. ↑  ”Tettsteder. Folkemengde og areal, etter kommune. 2022.”. Statistisk sentralbyrå. https://www.ssb.no/befolkning/statistikker/beftett/aar#relatert-tabell-4. Läst 15 december 2022.
2. ↑  ”Tettsteder. Folkemengde og areal, etter kommune. 2022.”. Statistisk sentralbyrå. https://www.ssb.no/befolkning/statistikker/beftett/aar#relatert-tabell-4. Läst 15 december 2022.
3. ↑  TT (223 februari 2015). ”"Världens möjlighet" för Kalla På tisdagen kommer loppet svenskan sett fram emot under lång tid.”. Göteborgsposten. Arkiverad från originalet den 7 mars 2016. https://web.archive.org/web/20160307112854/https://www.gp.se/sport/1.2637926--varldens-mojlighet-for-kalla. Läst 3 mars 2016.